# International Hockey League 2009/10
Die Saison 2009/10 war die 19. und letzte reguläre Saison der International Hockey League (bis 1997 Colonial Hockey League, bis 2007 United Hockey League). Die sieben Teams absolvierten in der regulären Saison je 76 Begegnungen. Das punktbeste Team der regulären Saison waren die Muskegon Lumberjacks, während die Fort Wayne Komets in den Play-offs den Turner Cup gewannen. Nach der Spielzeit fusionierte die IHL mit der Central Hockey League, woraufhin zur Saison 2010/11 fünf der sieben Teams aus der IHL in die CHL aufgenommen wurden.

## Teamänderungen
Folgende Änderungen wurden vor Beginn der Saison vorgenommen:
- Die Kalamazoo Wings wechselten in die ECHL.
- Die Dayton Gems wurden als Expansionsteam in die Liga aufgenommen.
- Die Quad City Mallards kehrten nach zweijähriger Inaktivität in die Liga zurück.

## Reguläre Saison

### Abschlusstabelle
Abkürzungen: GP = Spiele, W = Siege, L = Niederlagen, T = Unentschieden, OTL = Niederlage nach Overtime, GF = Erzielte Tore, GA = Gegentore, Pts = Punkte
|                            | GP | W  | L  | OTL | SOL | GF  | GA  | Pts |
| -------------------------- | -- | -- | -- | --- | --- | --- | --- | --- |
| Muskegon Lumberjacks       | 76 | 51 | 20 | 1   | 4   | 282 | 218 | 107 |
| Fort Wayne Komets          | 76 | 50 | 21 | 1   | 4   | 263 | 183 | 105 |
| Port Huron Icehawks        | 76 | 47 | 25 | 0   | 4   | 259 | 223 | 98  |
| Flint Generals             | 76 | 33 | 36 | 3   | 4   | 232 | 257 | 73  |
| Bloomington PrairieThunder | 76 | 31 | 34 | 5   | 6   | 241 | 273 | 73  |
| Quad City Mallards         | 76 | 29 | 35 | 4   | 8   | 207 | 263 | 70  |
| Dayton Gems                | 76 | 25 | 46 | 4   | 1   | 200 | 267 | 55  |

## Turner-Cup-Playoffs
|  | Turner-Cup-Halbfinale | Turner-Cup-Halbfinale | Turner-Cup-Halbfinale |  |  | Turner-Cup-Finale | Turner-Cup-Finale | Turner-Cup-Finale |
|  |                       |                       |                       |  |  |                   |                   |                   |
|  |                       |                       |                       |  |  |                   |                   |                   |
|  | 2                     | Fort Wayne Komets     | 4                     |  |  |                   |                   |                   |
|  | 3                     | Port Huron Icehawks   | 3                     |  |  |                   |                   |                   |
|  |                       |                       |                       |  |  | 2                 | Fort Wayne Komets | 4                 |
|  |                       |                       |                       |  |  | 4                 | Flint Generals    | 1                 |
|  | 1                     | Muskegon Lumberjacks  | 3                     |  |  |                   |                   |                   |
|  | 4                     | Flint Generals        | 4                     |  |  |                   |                   |                   |
|  |                       |                       |                       |  |  |                   |                   |                   |

## Vergebene Trophäen

### Mannschaftstrophäen
| Auszeichnung                     | Team              |
| -------------------------------- | ----------------- |
| Turner Cup Gewinner der Playoffs | Fort Wayne Komets |

### Individuelle Trophäen
| Auszeichnung                                                                              | Spieler          | Team                 |
| ----------------------------------------------------------------------------------------- | ---------------- | -------------------- |
| Coach of the Year Bester Trainer                                                          | Jason Muzzatti   | Flint Generals       |
| Most Valuable Player Bester Spieler der regulären Saison                                  | Robin Bouchard   | Muskegon Lumberjacks |
| Playoff Most Valuable Player Bester Spieler der Playoffs                                  | Matt Syroczynski | Fort Wayne Komets    |
| Rookie of the Year Bester Rookie der regulären Saison                                     | Mickael Bedard   | Port Huron Icehawks  |
| Most Outstanding Defenseman Bester Verteidiger der regulären Saison                       | Matt Krug        | Muskegon Lumberjacks |
| Most Outstanding Goaltender Bester Torhüter der regulären Saison                          | Tim Haun         | Fort Wayne Komets    |
| Scoring Champion Bester Scorer der regulären Saison                                       | Todd Robinson    | Muskegon Lumberjacks |
| Most Outstanding Defensive Forward Stürmer mit der besten Defensivarbeit                  | Colin Chaulk     | Fort Wayne Komets    |
| Most Sportsmanlike Player Spieler mit dem vorbildlichsten Verhalten auf und neben dem Eis | Chris Lipsett    | Quad City Mallards   |